# Alloway
Alloway est un village situé dans le South Ayrshire, en Écosse.